# 무거초등학교
무거초등학교는 대한민국 울산광역시 울주군에 있는 초등학교다.

## 학교 연혁
- 1998.03.01 무거초등학교 개교(48학급 2251명 편성)
- 1999.02.12 제1회 졸업식(졸업생 수 301명)
- 2000.03.01 울산광역시 지정 교육과정 연구학교(2000.03.01~2002.02.28)
- 2001.11.16 중국 장춘시 해방대로소학교와 자매 결연
- 2001.12.31 학교 경영 재정운영평가 최우수학교 선정
- 2002.03.01 부산교육대학교 대용부설초등학교(2002.03.01 ~ 2004.02.29)
- 2002.03.01 울산광역시강남교육지원청 지정 교육과정 연구학교(2002.03.01 ~ 2003.02.28)
- 2003.06.03 전국소년체전 유도부 은/동메달 획득
- 2004.03.01 시지정 ICT활용교육모델 연구학교(2004.03.01 ~ 2006.02.28)
- 2004.03.01 주5일 수업제 우선시행학교 지정
- 2004.12.01 울산광역시교육청 학교경영평가 최우수학교 선정
- 2005.03.01 신복초등학교 분리 개교(36학급)
- 2006.11.03 선진화정보학교 지정 예멘공화국 우수교육 연수단 방문
- 2008.02.18 제10회 졸업식(졸업생 수 306명 / 누계 3,618명)
- 2008.03.01 40학급 편성
- 2008.03.01 부산교육대학교 대용부설초등학교(2008.03.01 ~ 2010.02.28)
- 2009.01.01 2009 생명의 숲 학교숲 시범학교 선정(2009.03.01 ~ 2012.02.29)
- 2009.02.10 다목적강당 ‘한솔관’ 개관
- 2009.02.17 제11회 졸업(졸업생 수 244명 / 누계 3,862명)
- 2009.03.01 35학급 편성
- 2009.03.17 영상영어체험실,보육교실,방송실,친친교실 개관
- 2009.05.12 교육과학기술부장관 본교 방문
- 2009.06.10 2009 교육과학기술부 '최우수 영어교육 리더학교' 선정
- 2009.06.18 제1회 울산교육 업그레이드 경진대회 최우수상(교육감상) 수상
- 2009.07.08 교육과학기술부 '사교육 없는 학교' 선정
- 2009.09.15 Reading Book Ulsan 독서릴레이 상반기 우수학교 선정
- 2009.12.09 Reading Book Ulsan 독서릴레이 하반기 우수학교 선정
- 2009.12.21 2009 방과 후 학교 운영 성과 우수학교 선정
- 2009.12.24 2009학년도 초등 학력증진 우수학교 선정
- 2009.12.24 교육과학기술부 ‘자율학교’ 지정
- 2010.02.17 제12회 졸업식(245명, 총 4,108명)
- 2010.03.01 36학급 989명 편성
- 2010.03.01 울산광역시교육청 지정 ‘사교육 없는 학교’ 연구학교 운영(2010.03.01 ~ 2012.02.29)
- 2010.04.23 2010 전국10개교 모델학교 숲 선정(2010.03.01 ~ 2013.02.28)
- 2010.06.10 무거로즈갤러리(장미미술관)개관
- 2010.06.12 무거라온정원(학교 숲) 완공
- 2010.09.15 초등영어연극제 우수상 수상
- 2010.10.28 1차년도 사교육 없는 학교 정책연구학교 운영보고회
- 2010.11.23 제2회 전국 방과후 학교 콘텐츠페어 울산대표 참가
- 2010.12.20 2010 방과 후 학교 운영 성과 우수학교 선정
- 2010.12.21 Reading Book Ulsan 독서릴레이 우수학교 선정
- 2011.01.27 전국 100대 교육과정 우수학교 선정
- 2011.03.01 34학급(918명) 편성
- 2011.03.01 2007 개정교육과정 창의인성선도학교 지정
- 2011.03.03 2011학년도 입학식(108명)
- 2011.03.23 무거 숲 체험 교실 개소식
- 2011.06.21 제1회 무거 숲속 음악회 개최
- 2011.07.20 울산 사이버가정학습 활용 우수학교 선정
- 2011.09.09 울산 초등 영어 연극제 3위 (3년 연속 입상)
- 2011.09.23 교과부 선정 대한민국 좋은 학교 박람회 참가
- 2011.10.12 2차년도 사교육 없는 학교 정책연구학교 운영 보고회
- 2011.11.11 울산 창의인성 축제 한마당 참가
- 2011.11.17 Reading Book Ulsan 독서릴레이 우수학교 선정
- 2011.12.19 Wee class 운영 우수학교 선정
- 2012.02.17 제14회 졸업식(졸업생 수 193명 / 누계 4,498명)
- 2012.03.01 32학급 편성(870명)
- 2012.03.01 NIE 선도학교 지정
- 2012.03.02 2012학년도 입학식(135명)
- 2012.09.01 제6대 엄태섭 교장 선생님 취임
- 2013.01.05 ~ 2013.04.04 교실 및 화장실 리모델링
- 2013.02.19 제15회 졸업식 (졸업생 수 205명 / 누계 4,702명)